# ビーチ・パーティ/やめないで、もっと!
『ビーチ・パーティ/やめないで、もっと!』 (Beach Party) は1963年のアメリカ映画。日本公開は1964年。
アネット・ファニセロ主演の青春ビーチコメディーであり、典型的なアイドル映画。世界的にヒットした事からシリーズ化もされた。

## スタッフ
- 監督：ウィリアム・アッシャー
- 製作・脚本：ルー・ラソフ
- 脚本：ジェームズ・H・ニコルソン
- 撮影：ケイ・ノートン
- 音楽：レス・バクスター

## キャスト
- アネット・ファニセロ
- ドロシー・マローン
- ロバート・カミングス
- フランキー・アヴァロン
- ハーヴェイ・レンベック